# Art of Life
Albums de X Japan
Jealousy
(1991) Dahlia
(1996)
Art Of Life est le quatrième album de X Japan. Il contient en tout et pour tout une seule chanson éponyme, qui reste la chanson-phare du groupe tant au point de vue musical et qu'au niveau des textes. L'album se classa dès sa sortie à la première place du classement Oricon. Art of Life est une œuvre massive d'une trentaine de minutes, constituée de différentes parties qui s'enchaînent selon un schéma et la recherche d'une esthétique bien précise.

## Le morceau
C'est en 1990 que Yoshiki Hayashi, après avoir eu plusieurs problèmes de santé, commence l'élaboration de la plus grande œuvre de son existence, l'Art Of Life. D'abord nommé End of the World, le morceau apparait en dernière piste de la démo Rose & Blood qui devait servir de maquette de leur troisième album. Initialement, le morceau n'est interprété qu'aux claviers et à la batterie, c'est-à-dire uniquement par son compositeur. Deux ans plus tard, une forme plus aboutie est jouée pour la première fois en public, sous le nom d'Art Of Life. Il s'agit alors d'une pièce pour piano et orchestre, avec Yoshiki Hayashi au piano. En 1993, le groupe de Yoshiki, X Japan sort son 4e album studio. Il s'agit de l'ultime version de l'Art Of Life, jouée cette fois-ci par le groupe lui-même accompagné du London Philharmonic Orchestra (qui avait déjà enregistré Eternal Melody avec Yoshiki, avec l'ajout de paroles, écrites par Yoshiki).
L'introduction est interprétée par Toshi au chant, accompagnée d'une guitare, d'un piano (ou seulement d'un piano dans certains lives) et des cordes de l'orchestre. Dans son lied, il introduit les thèmes principaux du morceau, en s'adressant tout d'abord à la rose, qui n'est autre que lui-même, et aussi le temps. Il expose les oppositions sur lesquelles se construit l'Art Of Life: liberté de vivre/douleur et emprisonnement de l'esprit et des sentiments, rêve/réalité. Il s'agit de thèmes romantiques, voir baroques, qui caractérisent la musique de Yoshiki Hayashi, qualifiée de néo-romantique.
Les guitares et la basse entrent ensuite, dans la pure tradition du groupe et introduisent la seconde partie du morceau. Il s'agit du dialogue entre Toshi et la rose, dont la voix est interprétée par une voix féminine non créditée (il pourrait même s'agir de la voix de Yoshiki). Arrive enfin le thème principal du refrain, après une gradation de la souffrance, qui arrive alors à son paroxysme.
Après un long solo de guitares, Toshi reprend le lied avec la résolution de se donner la mort. Mais ce n'est pas lui le principal acteur de cette troisième partie. La rose y impose un long monologue où elle reprend tous les thèmes de l'Art Of Life. Une seconde version du refrain clôt la partie avec un grandiose jeu d'opposition: présent/passé et futur, mensonge/vérité, rêve/réalité, amour/vie (l'amour est alors très clairement confondue de la mort, cette symbolique de l'amour mortel est à rapprocher du mythe d'Éros et Thanatos).
La quatrième partie est celle qui tranche le plus avec le restant du morceau. Seuls deux pianos l'interprètent. Il s'agit d'un passage de musique minimaliste. Le jeu du pianiste soliste (le second effectue une ligne de basse) s'immerge progressivement dans une interprétation chaotique, ponctuée de nombreux clusters, avant de revenir, en concert avec le second piano, à un jeu plus calme. Cette partie d'une dizaine de minutes est la seule à ne pas posséder de partie vocale, mais le jeu aliénant des pianistes dispense de mots.
La cinquième et ultime partie s'oppose très nettement aux parties précédentes. Elle reprend les paroles des parties deux et trois et, tout en respectant le jeu d'opposition, crée un retournement de situation qui se place en parfaite parallèle au reste du morceau. Au refrain final, le personnage principal incarné par Toshi sort transcendé et a enfin trouvé son "Art de Vivre".
Avec Art of Life, Yoshiki Hayashi nous signe sa plus grande œuvre. Il expose dans ce morceau des textes et une musique imprégnés de la période romantique européenne. Il cite dans différentes parties un certain nombre de motifs mélodique de la Symphonie inachevée de Franz Schubert, comme il l'avait fait précédemment dans Alive ou Rose of Pain (citant respectivement des motifs de la Sonate pour piano nº 14 de Beethoven et de la fugue en sol mineur de Johann Sebastian Bach.
Art of Life n'a été interprété intégralement que deux fois en live, au Tokyo Dome, les 30 et 31 décembre 1993. L'album ainsi que les live font partie des meilleures ventes du groupe. Pour jouer en live cette chanson, X Japan a dû faire appel à deux guitaristes supplémentaires, hide et Pata ne pouvant assumer à eux seuls l'intégralité de la partie guitare. À noter la présence d'un orchestre en fond aussi bien pour le live que pour l'album. Les 28 et 30 mars 2008, Art Of Life fut interprétée (du début jusqu'au solo de piano pour le 28 et du solo de piano à la fin pour le 30) par le groupe avec un hologramme de hide, décédé le 2 mai 1998. La chanson fut également interprétée (uniquement du solo de piano jusqu'à la fin) à l'occasion de la tournée européenne du groupe en juillet 2011.

## Réception critique
L'album est couvert dans l'ouvrage Visual Rock Perfect Disc Guide 500, paru en 2013 et produit par un collectif de dix auteurs avec l'intention de lister les 500 albums qui ont marqué l'histoire du genre.

## Liste des chansons
1. Art of Life (28:58) (25 août 1993)

## Crédits
- Yoshiki : batterie, piano
- Toshi : chant
- hide : guitare
- Pata : guitare
- Heath : basse